# Créon-d’Armagnac
Créon-d’Armagnac település Franciaországban, Landes megyében. Lakosainak száma 336 fő (2022. január 1.). Créon-d’Armagnac Estigarde, Gabarret, Herré, Lagrange és Saint-Julien-d’Armagnac községekkel határos.

## Népesség
A település népességének változása:
| Lakosok száma | 299  | 258  | 286  | 295  | 365  | 360  | 362  | 361  | 353  | 336  |
|               | 1968 | 1982 | 1990 | 2006 | 2013 | 2015 | 2017 | 2019 | 2020 | 2022 |